# Livio Loi
Livio Loi (Hasselt, 27 de abril de 1997) é um motociclista belga que compete na MotoGP (Moto3), pela equipe Reale Avintia Academy.

## Carreira
Estreou na Moto3 em 2013, no GP da Espanha, defendendo a Marc VDS Racing Team. Seu melhor resultado foi um 12º lugar na etapa do Japão, terminando o campeonato em 22º, com 8 pontos. Ainda participou de 9 corridas em 2014 (posteriormente, veio a ser substituído pelo espanhol Jorge Navarro), disputando a primeira temporada completa no ano seguinte, representando a RW Racing GP, pilotando uma Honda NSF250RW. Nesta equipe, venceu o GP de Indianápolis (única vitória de Loi na Moto3 até hoje) com 40 segundos de vantagem sobre John McPhee, o segundo colocado. Ficou em 16º na classificação geral, com 56 pontos.
Loi conquistou ainda um segundo lugar no GP da Austrália de 2017, além de ter feito a volta mais rápida na etapa de Losail, no ano anterior. Em 2018, assina com a Reale Avintia Academy, voltando a pilotar uma moto da KTM.

## Links
- Perfil no site da MotoGP